# 贛楡区
贛楡区（かんゆ-く）は中華人民共和国江蘇省連雲港市に位置する市轄区。

## 歴史
前漢により設置された。後漢の時代に一時廃止されたが間もなく再設置、三国時代になると魏により廃止、280年（太康元年）、西晋により再設置されている。南朝宋の明帝のとき、淮北を北魏に奪われると、贛楡県に青州が僑置された。583年（開皇3年）、隋により廃止された。
南朝梁は懐仁県として設置、1167年（大定7年）、金朝により贛楡県と改称された。
1952年に山東省より移管され、2014年5月に贛楡区に改編され現在に至る。

## 行政区画
- 鎮:青口鎮、柘汪鎮（中国語版）、石橋鎮、金山鎮、黒林鎮、厲荘鎮（中国語版）、海頭鎮、塔山鎮、贛馬鎮（中国語版）、班荘鎮（中国語版）、城頭鎮、城西鎮、宋荘鎮、沙河鎮、墩尚鎮（中国語版）